# Tayos ashmolei
Tayos ashmolei är en spindeldjursart som beskrevs av Paul Reddell och James Cokendolpher 1995. Tayos ashmolei ingår i släktet Tayos och familjen Hubbardiidae. Inga underarter finns listade i Catalogue of Life.